# Гуцул Іван Васильович
Іва́н Васи́льович Гу́цул (24 червня 1947, Глушків — 8 липня 2015, Чернівці) — український фізик.
Народився у Глушків Городенківського району Івано-Франківської області. Закінчив восьмирічну школу в рідному селі, а потім продовжив навчання у Городенківській середній школі. Здобувати вищу освіту вирішив на фізико-математичному факультеті Чернівецького університету, після закінчення якого склав вступні іспити до стаціонарної аспірантури кафедри теоретичної фізики цього ж вузу. Після проходження строкової служби став працювати на посаді молодшого наукового співробітника науково-дослідної частини Чернівецького університету. Після захисту кандидатської дисертації у 1978 році був призначений старшим науковим співробітником. У 1986 році він розпочав викладацьку діяльність асистентом, а з 1990 року — доцентом кафедри теоретичної фізики. У 2001 році успішно захистив докторську дисертацію «Явища електро- та теплопереносу в анізотропних напівпровідниках». З червня 2003 по 2013 рік обирався деканом фізичного факультету.
Декан фізичного факультету Чернівецького національного університету імені Юрія Федьковича. Професор кафедри теоретичної фізики, доктор фізико-математичних наук (2001). Наукові дослідження стосуються термоелектричних властивостей анізотропних оптикотермоелементів.
Читав курси «Статистична фізика й термодинаміка», «Статистична фізика» (для інженерних спеціальностей фізичного факультету) та «Методика викладання фізико-технічних дисциплін у вищій школі». Має кілька патентів на винаходи.

## Основні публікації
Навчальні посібники та методичні розробки
1. Гуцул І. В. Рівняння Лагранжа та Гамільтона: методичні вказівки до розв'язування задач. — Чернівці: ЧНУ, 2003. — 24 с.
2. Гуцул І. В. Закони зміни й збереження імпульсу, моменту імпульсу та енергії: Методичні вказівки до розв'язування задач. — Чернівці: ЧНУ, 2003. — 23 с.
3. Гуцул І. В. Кінематика і рівняння руху матеріальної точки: методичні вказівки до розв'язування задач. — Чернівці: ЧНУ, 2003. — 28 с.
4. Політанський Л. Ф., Гуцул І. В., Лесінський В. В. Основи теорії передавання інформації. Збірник задач. — Чернівці: Рута, 2007. — 58 с.

Статті
1. Ащеулов А. А., Гуцул І. В. Анизотропный термоэлектрический компаратор.// ТКЭА. — 2002. — № 3—4. — С. 1—3.
2. Гуцул І.  В., Ащеулов А. А., Гуцул В. І. Дослідження вольт-ватної чутливості анізотропного оптикотермоелемента при термостатуванні його бокової грані // Фізика і хімія твердого тіла. — 2002. — Т. 3. — № 2. — С. 260—264.
3. Гуцул І. В., Ащеулов А. А., Гуцул В. І. Електрорушійна сила і вольт-ватна чутливість анізотропного оптикотермоелемента при опромінюванні бокової грані. — Науковий вісник Чернівецького університету. Фізика. Електроніка. — 2002. — Вип. 132. — С. 70—73.
4. Ащеулов А. А., Гуцул І. В., Безулик В. А., Раренко І. М. Особливості технології і використання матеріалів із CdSb. — Науковий вісник Чернівецького університету. Фізика. Електроніка. — 2002. — Вип.132. — С. 79—86.
5. Гуцул І. В., Ащеулов А. А. Вплив теплопровідності на параметри анізотропного термоелемента . — Фізика і хімія твердого тіла. — 2003. — Т. 4. — № 1. — С. 68—71.
6. Гуцул І. В., Ащеулов А. А., Гуцул В. І. Особливості розподілу температури, термоелектрорушійної сили і вольт-ватної чутливості анізотропного оптикотермоелемента у випадку врахування анізотропії коефіцієнтів термоЕРС і теплопровідності — Український фізичний журнал. — 2003. — Т. 48. — № 3. — С. 238—243.
7. Гуцул І. В., Ащеулов А. А., Гуцул В. І. Анізотропні оптикотермоелементи при антипаралельних і паралельних напрямках променевого потоку та градієнта температури. — Термоелектрика. — 2003. — № 1. — С. 21—31.
8. Гуцул І. В., Ащеулов А. А., Гуцул В. І. Можливості використання анізотропного оптикотермоелемента при опроміненні його бокової грані . — Фізика і хімія твердого тіла. — 2003. — Т. 4. — № 2. — С. 276—279.
9. Ащеулов А. А., Гуцул И. В. Исследование распределения температуры анизотропной пластины с учетом её оптических свойств // ТКЭА. — 2003. — № 6. — С. 49—50.
10. Гуцул І. В., Ащеулов А. А. Вольтватна чутливість анізотропного оптикотермоелемента у випадку термостатування бічних граней // Термоелектрика. — 2004. — № 4. — С. 72—76.
11. Ащеулов А. А., Гуцул И. В. Исследование анизотропных оптикотермоэлементов в случае различных оптических и теплових режимов // ТКЭА. — 2005. — № 4. — С. 10—18.
12. Ащеулов А. А., Гуцул И. В. Вольт-ваттная чувствительность анизотропных оптикотермоэлементов при учёте анизотропии теплопроводности// Промышленная теплотехника, 2005, т. 27. — № 3. — С. 80—86.
13. Ащеулов А. А., Гуцул И. В. Особенности анизотропных оптикотермоэлементов // Физика и техника полупроводников. — 2006. — Т. 40. — вып. 8. — С. 995—1003.
14. Ащеулов А. А., Гуцул И. В. Анизотропные термоэлектрические координатно-чувствительные линейки // ТКЭА. — 2006.- № 2(62). — С. 39—40.
15. Ащеулов А. А., Гуцул И. В., Фотий В. Д. Координатно-чувствительный приёмник на основе анизотропного оптикотермоэлемента // ТКЭА. — 2006. — № 4 (64). — С. 42—44.
16. Гуцул І. В., Раранський М. Д., Зушман І. М. Фізичному факультетові Чернівецького національного університету ім. Ю. Федьковича 40 років // Світ фізики. — 2008. — № 1 (41). — С. 24—28.
17. Ащеулов А. А., Гуцул И. В., Маник О. Н., Маник Т. О. Математические модели формирования химической связи твёрдых растворов CdSb-ZnSb // Технология и конструирование в электронной аппаратуре. — 2009. — № 6. — С. 56—59.
18. Ащеулов А. А., Гуцул И. В., Маник О. Н., Маник Т. О., Маренкин С. Ф. Химическая связь в низкосимметричных кристаллах CdSb, ZnSb, и особенности их технологии // Неорганические материалы. — 2010. — Т. 46, № 6. — С. 649—655.
19. Гуцул І. В., Маник О. М., Маник Т. О. Математичні моделі теорії пружності та хімічного зв'язку в низькосиметричних кристалах антимонідів кадмію та цинку // Термоелектрика. — 2010. — № 2. — С. 18—25.
20. Ащеулов А. А., Гуцул И. В., Маник О. Н., Маник Т. О. Особенности оптимизации материалов на основе CdSb // Сенсорная электроника и микросистемные технологии. — 2010. — Т.1 (7) 2. — С. 64—70.
21. Hutsul I. V., Manyk О. N., Manyk Т. О., Bilynskiy-Slotylo V. R. Research on the concentration dependence of the force and energy characteristics in crystals of CdSb-ZnSb solid solutions // Journal of Thermoelectricity. — 2010. — № 4. — P. 33—37.
22. Manik O. M., Gutsul I. V., Manik T. O., Savchuk A. I., Bilinsky-Slotylo V. R. Structure-energy peculitiaries of Se, Te, Sb and Fe chemical bond // Journal of Thermoelectricity. — 2011. — No. 3. — P. 29—34.

Патенти
1. Ащеулов А. А., Гуцул І. В. Анізотропний термо-електричний приймач випромінювання. Деклараційний патент на винахід 65789А Н01L35/02 вид. 15.04.2004. Бюл. № 4 15.04.2004 р.
2. Ащеулов А. А., Гуцул І. В. Процес керування координатною чутливістю анізотропних термоелектричних пристроїв./ Патент на корисну модель № 25466 від 10.08.2007. Бюл. № 12.
3. Ащеулов А. А., Величук Д. Д., Гуцул І. В. Мобільний телефон / Патент на корисну модель № 26438 від 25.09.2007. — Бюл. № 15.